# Deutsche Leichtathletik-Meisterschaften 2015/Resultate
Der Hauptteil der Wettbewerbe bei den 115. Deutschen Leichtathletik-Meisterschaften wurde vom 24. bis 26. Juli 2015 in Nürnberg ausgetragen.
In der hier vorliegenden Auflistung werden die in den verschiedenen Wettbewerben jeweils ersten acht platzierten Leichtathletinnen und Leichtathleten aufgeführt. Eine Übersicht mit den Medaillengewinnerinnen und -gewinnern sowie einigen Anmerkungen zu den Meisterschaften findet sich unter dem Link Deutsche Leichtathletik-Meisterschaften 2015.
Wie immer gab es zahlreiche Disziplinen, die zu anderen Terminen an anderen Orten stattfanden – in den folgenden Übersichten jeweils konkret benannt.
Hie die ausführlichen Ergebnislisten der Meisterschaften 2015:

## Meisterschaftsresultate Männer

### 100 m
| Platz | Athlet, Verein                                 | Zeit (s) |
| ----- | ---------------------------------------------- | -------- |
| 1     | Julian Reus (TV Wattenscheid 01)               | 10,12    |
| 2     | Aleixo-Platini Menga (TSV Bayer 04 Leverkusen) | 10,32    |
| 3     | Robert Hering (SC DHfK Leipzig)                | 10,35    |
| 4     | Peter Emelieze (ASV Köln)                      | 10,37    |
| 5     | Lucas Jakubczyk (SCC Berlin)                   | 10,42    |
| 6     | Roy Schmidt (SC DHfK Leipzig)                  | 10,44    |
| 7     | Alexander Kosenkow (TV Wattenscheid 01)        | 10,46    |
| 8     | Toumi Badreddine Toumi (MTG Mannheim)          | 10,51    |

Datum: 25. Juli
Wind: −0,2 m/s

### 200 m
| Platz | Athlet, Verein                             | Zeit (s) |
| ----- | ------------------------------------------ | -------- |
| 1     | Julian Reus (TV Wattenscheid 01)           | 20,42    |
| 2     | Robin Erewa (TV Wattenscheid 01)           | 20,73    |
| 3     | Robert Hering (SC DHfK Leipzig)            | 20,89    |
| 4     | Martin Brieger (LG Ohra Energie)           | 21,04    |
| 5     | Alexander Kosenkow (TV Wattenscheid 01)    | 21,14    |
| 6     | Florian Daum (LG Ovag Friedberg-Fauerbach) | 21,33    |
| 7     | Marcel Kirstges (LG Rhein-Wied)            | 21,40    |
| 8     | Dennis Herdt (MTG Mannheim)                | 21,70    |

Datum: 26. Juli
Wind: +0,1 m/s

### 400 m
| Platz | Athlet, Verein                                            | Zeit (s) |
| ----- | --------------------------------------------------------- | -------- |
| 1     | Eric Krüger (SC Magdeburg)                                | 46,05    |
| 2     | Kamghe Gaba (LG Stadtwerke München)                       | 46,32    |
| 3     | Jonas Plass (asics Team Wendelstein)                      | 46,34    |
| 4     | Johannes Trefz (LG Stadtwerke München)                    | 46,44    |
| 5     | Torben Junker (LG Olympia Dortmund)                       | 46,98    |
| 6     | Robert Hind (SV Schlau.com Saar 05 Saarbrücken)           | 47,06    |
| 7     | Alexander Juretzko (Leichtathletik-Gemeinschaft Hannover) | 47,06    |
| 8     | Benedikt Wiesend (LG Stadtwerke München)                  | 47,62    |

Datum: 26. Juli

### 800 m

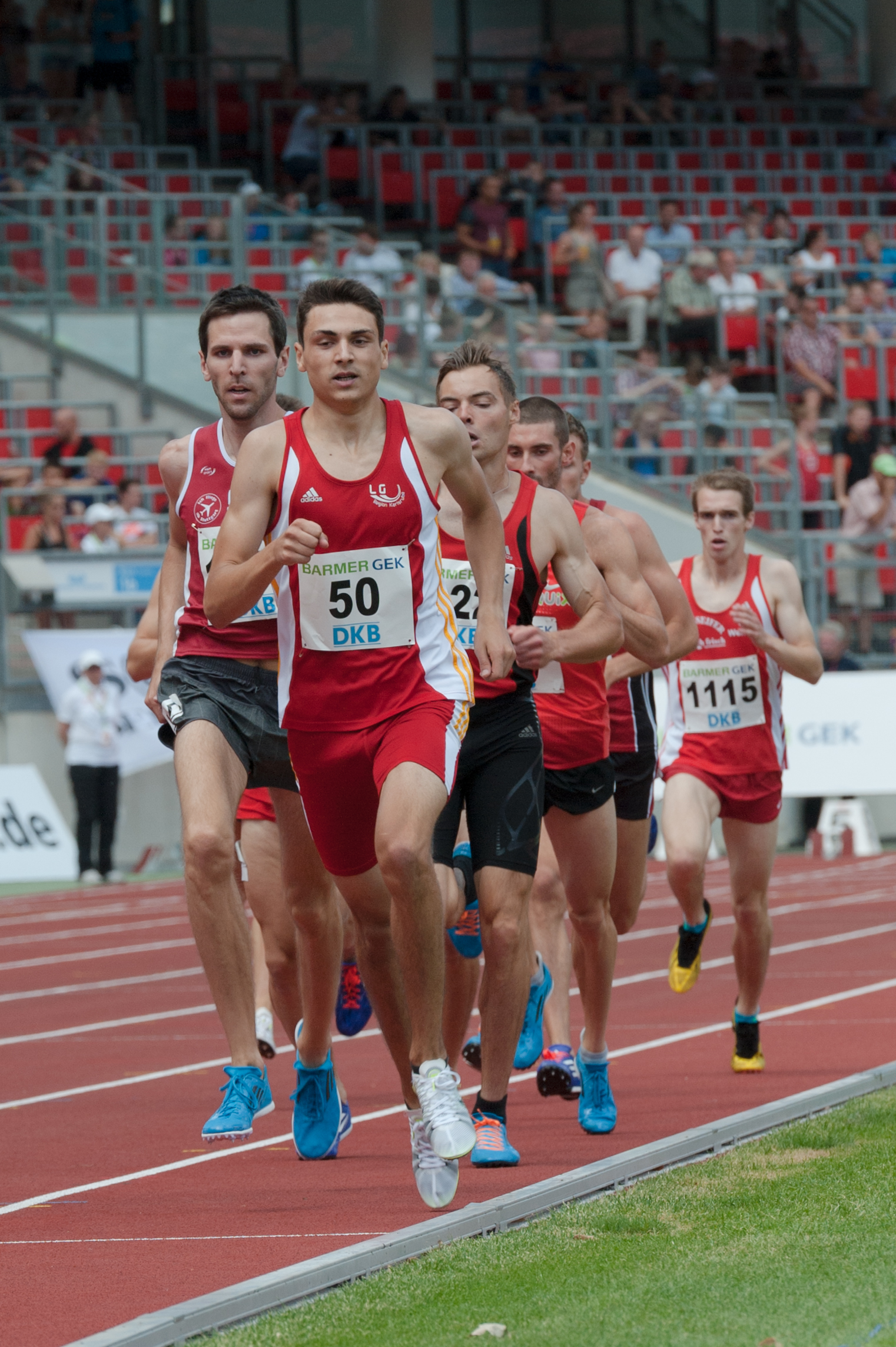
Szene aus dem 800-Meter-Finale

| Platz | Athlet, Verein                                           | Zeit (min) |
| ----- | -------------------------------------------------------- | ---------- |
| 1     | Dennis Krüger (1. VfL Fortuna Marzahn)                   | 1:48,93    |
| 2     | Robin Schembera (TSV Bayer 04 Leverkusen)                | 1:48,96    |
| 3     | Sören Ludolph (Leichtathletik-Gemeinschaft Braunschweig) | 1:49,15    |
| 4     | Denis Bäuerle (LG Filder)                                | 1:49,41    |
| 5     | Benedikt Huber (LG Telis Finanz Regensburg)              | 1:50,03    |
| 6     | Christoph Kessler (LG Region Karlsruhe)                  | 1:50,45    |
| 7     | Sebastian Karl (TV Lahr)                                 | 1:50,46    |
| 8     | Jan Riedel (Dresdner SC)                                 | 1:51,04    |

Datum: 26. Juli

### 1500 m
| Platz | Athlet, Verein                                        | Zeit (min) |
| ----- | ----------------------------------------------------- | ---------- |
| 1     | Florian Orth (LG Telis Finanz Regensburg)             | 3:44,61    |
| 2     | Sebastian Keiner (Erfurter LAC)                       | 3:44,62    |
| 3     | Marius Probst (TV Wattenscheid 01)                    | 3:46,27    |
| 4     | Martin Sperlich (VfB LC Friedrichshafen)              | 3:48,13    |
| 5     | Sebastian Schenk (VfV Spandau)                        | 3:48,36    |
| 6     | Viktor Kuk (Leichtathletik-Gemeinschaft Braunschweig) | 3:49,10    |
| 7     | René Menzel (TSV Kirchdorf)                           | 3:50,16    |
| 8     | Maximilian Thorwirth (SFD 75 Düsseldorf)              | 3:51,59    |

Datum: 26. Juli

### 5000 m
| Platz | Athlet, Verein                                           | Zeit (min) |
| ----- | -------------------------------------------------------- | ---------- |
| 1     | Richard Ringer (VfB LC Friedrichshafen)                  | 14:04,05   |
| 2     | Clemens Bleistein (LG Stadtwerke München)                | 14:06,48   |
| 3     | Amanal Petros (TSVE 1890 Bielefeld)                      | 14:06,88   |
| 4     | Jannik Arbogast (LG Region Karlsruhe)                    | 14:09,21   |
| 5     | Jens Nerkamp (PSV Grün-Weiß Kassel)                      | 14:14,69   |
| 6     | Mitku Seboka (LAC Quelle Fürth)                          | 14:14,95   |
| 7     | Thorben Dietz (LG Dorsten)                               | 14:22,45   |
| 8     | Karsten Meier (Leichtathletik-Gemeinschaft Braunschweig) | 14:25,16   |

Datum: 26. Juli

### 10.000 m
| Platz | Athlet, Verein                                           | Zeit (min) |
| ----- | -------------------------------------------------------- | ---------- |
| 1     | Mitku Seboka (LAC Quelle Fürth)                          | 29:18,14   |
| 2     | Jannik Arbogast (LG Region Karlsruhe)                    | 29:23,13   |
| 3     | Ejob Solomun (SG Wenden)                                 | 29:26,38   |
| 4     | Amanal Petros (TSVE 1890 Bielefeld)                      | 29:28,21   |
| 5     | Karsten Meier (Leichtathletik-Gemeinschaft Braunschweig) | 29:42,31   |
| 6     | Jens Nerkamp (PSV Grün-Weiß Kassel)                      | 29:47,02   |
| 7     | Paul Schmidt (TSV Dresden)                               | 29:58,53   |
| 8     | Hendrik Pfeiffer (TV Wattenscheid 01)                    | 30:09,53   |

Datum: 2. Mai
fand in Ohrdruf statt

### 10-km-Straßenlauf
| Platz | Athlet, Verein                                | Zeit (min) |
| ----- | --------------------------------------------- | ---------- |
| 1     | Arne Gabius (LT Haspa Marathon Hamburg)       | 28:44      |
| 2     | Amanal Petros (TSVE 1890 Bielefeld)           | 28:49      |
| 3     | Philipp Pflieger (LG Telis Finanz Regensburg) | 28:54      |
| 4     | Hendrik Pfeiffer (TV Wattenscheid 01)         | 29:37      |
| 5     | Julian Flügel (TSG 08 Roth)                   | 29:38      |
| 6     | Jens Nerkamp (PSV Grün-Weiß Kassel)           | 29:42      |
| 7     | Karsten Meier (LG Braunschweig)               | 29:43      |
| 8     | Mitku Seboka (LAC Quelle Fürth)               | 29:44      |

Datum: 6. September
fand in Bad Liebenzell statt

### 10-km-Straßenlauf, Mannschaftswertung
| Platz | Verein, Besetzung                                                                              | Zeit (h) |
| ----- | ---------------------------------------------------------------------------------------------- | -------- |
| 1     | TSG 08 Roth I (Julian Flügel, Sebastian Reinwand, Simon Stützel)                               | 1:29:14  |
| 2     | LG Telis Finanz Regensburg (Philipp Pflieger, Simon Boch, Sebastian Hallmann)                  | 1:30:05  |
| 3     | LG Region Karlsruhe (Jan Lukas Becker, Felix Wammetsberger, Frederik Unewisse)                 | 1:32:08  |
| 4     | PSV Grün-Weiß Kassel (Jens Nerkamp, Ybekal Daniel Berye, Johannes Wennmacher)                  | 1:32:11  |
| 5     | SG Wenden (Ejob Solomun, Tim-Arne Sidenstein, Markus Mockenhaupt)                              | 1:32:28  |
| 6     | LAC Quelle Fürth (Mitku Seboka, Konstantin Wedel, Eshetu Zewudie)                              | 1:32:31  |
| 7     | TSG 08 Roth II (Timo Göhler, Joseph Katib, Michael Batz)                                       | 1:34:26  |
| 8     | Leichtathletikgemeinschaft Passau (Tobias Schreindl, Giovani Gonzalez Popoca, Mario Bernhardt) | 1:35:04  |

Datum: 6. September
fand in Bad Liebenzell statt

### Halbmarathon
| Platz | Athlet, Verein                                 | Zeit (h) |
| ----- | ---------------------------------------------- | -------- |
| 1     | Philipp Pflieger (LG Telis Finanz Regensburg)  | 1:04:13  |
| 2     | Manuel Stöckert (SC Ostheim/Rhön)              | 1:04:32  |
| 3     | Ejob Solomun (SG Wenden)                       | 1:04:58  |
| 4     | Jens Nerkamp (PSV Grün-Weiß Kassel)            | 1:06:34  |
| 5     | Sebastian Reinwand (TSG 08 Roth)               | 1:06:51  |
| 6     | Markus Weiß-Latzko (Sport-Team Rechberghausen) | 1:06:54  |
| 7     | Andreas Straßner (TSG 08 Roth)                 | 1:06:56  |
| 8     | Karsten Meier (LG Braunschweig)                | 1:06:59  |

Datum: 12. April
fand in Husum statt

### Halbmarathon, Mannschaftswertung
| Platz | Verein, Besetzung                                                               | Zeit (h) |
| ----- | ------------------------------------------------------------------------------- | -------- |
| 1     | LG Telis Finanz Regensburg (Philipp Pflieger, Jonas Koller, Tim Ramdane Cherif) | 3:18:49  |
| 2     | TSG 08 Roth (Sebastian Reinwand, Andreas Straßner, Joseph Katib)                | 3:21:55  |
| 3     | SG Wenden (Ejob Solomun, Tim-Arne Sidenstein, Sven-Christian Sidenstein)        | 3:22:39  |
| 4     | PSV Grün-Weiß Kassel (Jens Nerkamp, Ybekal Daniel Berye, Thomas Schönemann)     | 3:25:07  |
| 5     | Post-Sportverein Trier (Alexander Bock, Michael Pfeil, Dominik Werhan)          | 3:29:38  |
| 6     | LAV Stadtwerke Tübingen (Lorenz Baum, Christoph Dreser, Matthias Koch)          | 3:32:32  |
| 7     | Hamburger SV (Mourad Bekakcha, Lennart Jordan, Philipp Sprotte)                 | 3:34:39  |
| 8     | SG TSV Kronshagen/Kieler TB (Stig Rehberg, Falko Vehling, Gerrit Kröger)        | 3:37:46  |

Datum: 12. April
fand in Husum statt

### Marathon
| Platz | Athlet, Verein                                        | Zeit (h)   |
| ----- | ----------------------------------------------------- | ---------- |
| 1     | Arne Gabius (LT Haspa Marathon Hamburg)               | 2:08:33 DR |
| 2     | Marcel Bräutigam (GuthsMuths Rennsteiglaufverein)     | 2:17:05000 |
| 3     | Andreas Straßner (TSG 08 Roth)                        | 2:18:49000 |
| 4     | Sebastian Reinwand (TSG 08 Roth)                      | 2:19:20000 |
| 5     | Ybekal Daniel Berye (Äthiopien, PSV Grün-Weiß Kassel) | 2:19:43000 |
| 6     | Frank Schauer (Tangermünder Elbdeichmarathon)         | 2:19:53000 |
| 7     | Benedikt Hoffmann (TSG 1845 Heilbronn)                | 2:20:02000 |
| 8     | Julian Flügel (TSG 08 Roth)                           | 2:21:32000 |

Datum: 25. Oktober
fand im Rahmen des Frankfurt-Marathons statt
Mit seiner Siegerzeit von 2:08:33 h stellte Arne Gabius einen neuen deutschen Rekord auf.

### Marathon, Mannschaftswertung
| Platz | Verein, Besetzung                                                                  | Zeit (h) |
| ----- | ---------------------------------------------------------------------------------- | -------- |
| 1     | TSG 08 Roth (Andreas Straßner, Sebastian Reinwand, Julian Flügel)                  | 6:59:41  |
| 2     | TSG 1845 Heilbronn (Benedikt Hoffmann, Holger Freudenberger, Markus Häcker)        | 7:20:27  |
| 3     | LG Passau (Tobias Schreindl, Giov Gonzalez Popoca, Marco Bscheidl)                 | 7:25:38  |
| 4     | PSV Grün-Weiß Kassel (Ybekal Daniel Berye, Thomas Schönemann, Johannes Wennmacher) | 7:26:06  |
| 5     | LSF Münster (David Schönherr, Marcel Machauer, Henning Petzka)                     | 7:47:05  |
| 6     | Spiridon Frankfurt (Dustin Scholz, Markus Heidl, Christoph Silbach)                | 7:57:17  |
| 7     | Postsportverein Trier (Alexander Bock, Stefan Andoc, Andreas Bock)                 | 7:58:18  |
| 8     | TuS Deuz (Tim Dally, Andreas Senner, Stefan Brockfeld)                             | 7:59:24  |

Datum: 25. Oktober
fand im Rahmen des Frankfurt-Marathons statt

### 100-km-Straßenlauf
| Platz | Athlet, Verein                             | Zeit (h) |
| ----- | ------------------------------------------ | -------- |
| 1     | Carsten Stegner (Skivereinigung Amberg)    | 7:13:38  |
| 2     | Michael Sommer (Eichenkreuz Schwaikheim)   | 7:19:29  |
| 3     | Moritz auf der Heide (LAZ Puma Rhein-Sieg) | 7:26:39  |
| 4     | Christoph Lux (TG Viktoria Augsburg)       | 7:30:27  |
| 5     | Benjamin Brade (LG Nord Berlin)            | 7:31:33  |
| 6     | Jan-Hendrik Hans (LG Wettenberg)           | 7:36:37  |
| 7     | Volker Greis (Lauf Team Unna)              | 7:43:42  |
| 8     | Jürgen Kiebler (TV 1846 Isny)              | 7:55:11  |

Datum: 11. April
fand in St. Leon-Rot statt

### 110 m Hürden
| Platz | Athlet, Verein                     | Zeit (s) |
| ----- | ---------------------------------- | -------- |
| 1     | Gregor Traber (VfB Stuttgart)      | 13,32    |
| 2     | Matthias Bühler (LG Offenburg)     | 13,43    |
| 3     | Erik Balnuweit (SC DHfK Leipzig)   | 13,58    |
| 4     | Julian Marquardt (SV Halle)        | 13,82    |
| 5     | Maximilian Bayer (SC DHfK Leipzig) | 13,93    |
| 6     | David Klöckner (LAZ Rhede)         | 14,12    |
| 7     | Niklas Rippon (VfL Sindelfingen)   | 14,30    |
| DNF   | Alexander John (SC DHfK Leipzig)   | gestürzt |

Datum: 25. Juli
Wind: +0,4 m/s

### 400 m Hürden
| Platz | Athlet, Verein                                        | Zeit (s) |
| ----- | ----------------------------------------------------- | -------- |
| 1     | Jonas Hanßen (SC Myhl)                                | 49,97    |
| 2     | Georg Fleischhauer (LG Eintracht Frankfurt)           | 50,74    |
| 3     | Christian Heimann (LAZ Puma Rhein-Sieg)               | 50,93    |
| 4     | Florian Handt (Dresdner SC)                           | 51,50    |
| 5     | Nils Weispfennig (TSV Bayer 04 Leverkusen)            | 52,42    |
| 6     | Yannik Frers (VfL Sindelfingen)                       | 52,78    |
| 7     | Mario Saur (MTV Ingolstadt)                           | 52,86    |
| 8     | Quentin Seigel (Leichtathletikgemeinschaft Offenburg) | 55,08    |

Datum: 26. Juli

### 3000 m Hindernis
| Platz | Athlet, Verein                                        | Zeit (min) |
| ----- | ----------------------------------------------------- | ---------- |
| 1     | Martin Grau (LSC Höchstadt/Aisch)                     | 8:41,50    |
| 2     | Felix Hentschel (Leichtathletik-Gemeinschaft Bamberg) | 8:46,53    |
| 3     | Hannes Liebach (SCC Berlin)                           | 8:51,56    |
| 4     | Nico Sonnenberg (LG Eintracht Frankfurt)              | 8:51,82    |
| 5     | Fabian Clarkson (SCC Berlin)                          | 8:52,02    |
| 6     | Valentin Unterholzner (LG Telis Finanz Regensburg)    | 8:53,51    |
| 7     | Konstantin Wedel (LAC Quelle Fürth)                   | 8:53,51    |
| 8     | Marvin Karsch (Osnabrücker TB)                        | 8:57,93    |

Datum: 26. Juli

### 4 × 100 m Staffel

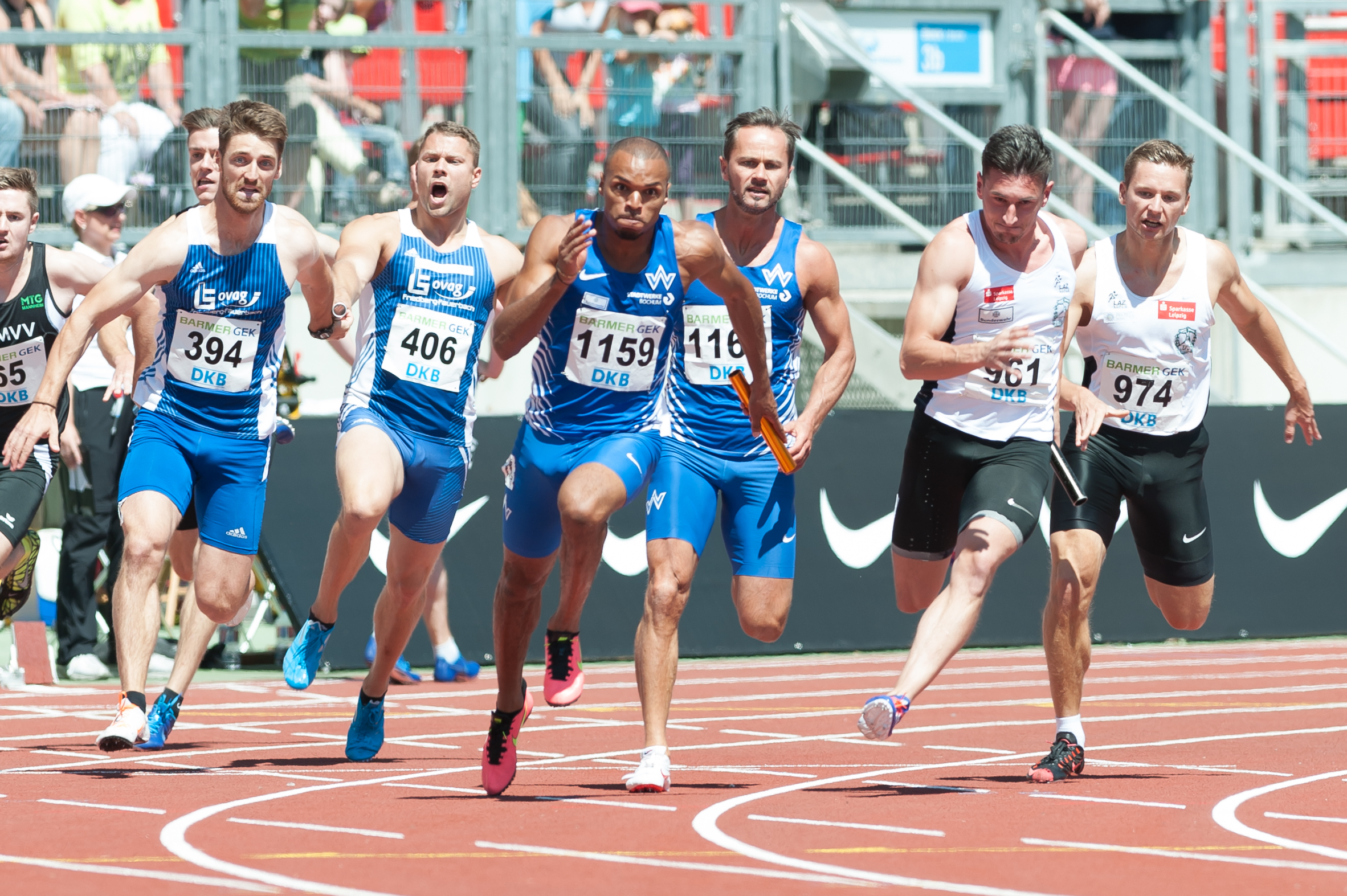
Wechsel in der 4-mal-100-Meter-Staffel der Männer

| Platz | Verein, Besetzung                                                                              | Zeit (s) |
| ----- | ---------------------------------------------------------------------------------------------- | -------- |
| 1     | TV Wattenscheid 01 (Maximilian Ruth, Julian Reus, Alexander Kosenkow, Robin Erewa)             | 39,34    |
| 2     | SC DHfK Leipzig (Erik Balnuweit, Martin Keller, Roy Schmidt, Robert Hering)                    | 39,42    |
| 3     | LG OVAG Friedberg-Fauerbach (Lars Hieronymi, Florian Daum, Michael Pohl, Felix Göltl)          | 39,84    |
| 4     | TSV Bayer 04 Leverkusen (Nico Menzel, Aleixo-Platini Menga, Lukas Blechschmidt, Niklas Rothes) | 40,27    |
| 5     | MTG Mannheim (Jonas Kriesamer, Fabian Manke-Reimers, Dennis Herdt, Yannick Hoecker)            | 40,40    |
| 6     | TV Wattenscheid 01 (Peter Adjayi, Sebastian Ernst, Carlo Weckelmann, Timo Krampen)             | 40,42    |
| 7     | LG Rhein-Wied (Roger Gurski, Marcel Kirstges, Pascal Kirstges, Kai Kazmirek)                   | 40,42    |
| 8     | LG Kindelsberg Kreuztal (Nils Locher, Yannik Loth, Andre Rumpf, Gassimou Kake)                 | 40,86    |

Datum: 26. Juli

### 4 × 400 m Staffel
| Platz | Verein, Besetzung                                                                    | Zeit (min) |
| ----- | ------------------------------------------------------------------------------------ | ---------- |
| 1     | SC Magdeburg (Oliver Vogel, Till Helbig, Julius Lawnik, Eric Krüger)                 | 3:09,65    |
| 2     | LG Stadtwerke München (Benedikt Wiesend, Kamghe Gaba, Markus Kiefl, Johannes Trefz)  | 3:10,39    |
| 3     | TSG Bergedorf (Sören Gnoss, Maximilian Eichholz, Michel Krempin, Jakob Krempin)      | 3:12,51    |
| 4     | LT DSHS Köln (Luca Willmann, Florian Weeke, Michel Richert, Miguel Rigau)            | 3:13,47    |
| 5     | LG Nord Berlin (Mark Dobrzykowski, Marc Koch, Marcel Matthäs, Lando Dieke)           | 3:14,84    |
| 6     | VfL Sindelfingen (Alexander Schif, Patrick Saile, Yannik Frers, Patrick Oehler)      | 3:16,62    |
| 7     | TV Herkenrath (Jan Vogt, Tobias Mausbach, Stefan Höller, Timur Tezkan)               | 3:17,01    |
| 8     | LAC Quelle Fürth (Arthur Voigt, Dario Tippmann, Jamie Williamson, Patrick Schneider) | 3:17,59    |

Datum: 26. Juli

### 3 × 1000 m Staffel
| Platz | Verein, Besetzung                                                                        | Zeit (min) |
| ----- | ---------------------------------------------------------------------------------------- | ---------- |
| 1     | TSV Bayer 04 Leverkusen (Daniel Gruber, Patrick Schoenball, Robin Schembera)             | 7:08,77    |
| 2     | LG Telis Finanz Regensburg (Felix Plinke, Florian Orth, Benedikt Huber)                  | 7:08,97    |
| 3     | Leichtathletik-Gemeinschaft Braunschweig (Karsten Meier, Fabian Brunswig, Andreas Lange) | 7:09,55    |
| 4     | LSC Höchstadt/Aisch (Marco Kürzdörfer, Bastian Grau, Martin Grau)                        | 7:11,25    |
| 5     | TV Wattenscheid 01 (Moritz Helsper, Jonas Beverungen, Marius Probst)                     | 7:16,04    |
| 6     | VfL Sindelfingen (Joachim Krauth, Bastian Franz, Patrick Oehler)                         | 7:16,76    |
| 7     | LG Region Karlsruhe (Holger Körner, Felix Wammetsberger, Christoph Kessler)              | 7:17,76    |
| 8     | StG Alb-Schorndorf-Zell (Randy Bögelspacher, Marc Corin Steinsberger, Marcel Fehr)       | 7:18,20    |

Datum: 2. August
fand in Jena im Rahmen der Deutschen Jugendmeisterschaften statt

### 10.000-m-Bahngehen
| Platz | Athlet, Verein                             | Zeit (h) |
| ----- | ------------------------------------------ | -------- |
| 1     | Christopher Linke (SC Potsdam)             | 39:04,82 |
| 2     | Nils Brembach (SC Potsdam)                 | 39:10,61 |
| 3     | Hagen Pohle (SC Potsdam)                   | 40:17,01 |
| 4     | Nils Gloger (SC Potsdam)                   | 42:27,40 |
| 5     | Andreas Janker (LG Röthenbach/Pegnitz)     | 43:56,65 |
| 6     | Steffen Borsch (SV Halle)                  | 44:10,07 |
| 7     | Francesco-Marco Tommasino (LG Nord Berlin) | 50:16,44 |
| DSQ   | Jacob Stutzke (LG Nord Berlin)             |          |

Datum: 13. Juni
fand in Düsseldorf statt

### 20-km-Gehen
| Platz | Athlet, Verein                         | Zeit (h) |
| ----- | -------------------------------------- | -------- |
| 1     | Nils Brembach (SC Potsdam)             | 1:21:21  |
| 2     | Hagen Pohle (SC Potsdam)               | 1:21:34  |
| 3     | Carl Dohmann (SCL Heel Baden-Baden)    | 1:22:24  |
| 4     | Andreas Janker (LG Röthenbach/Pegnitz) | 1:27:30  |
| 5     | Jonathan Hilbert (Erfurter LAC)        | 1:30:45  |
| 6     | Steffen Borsch (SV Halle)              | 1:32:19  |
| 7     | Malte Strunk (Alemannia Aachen)        | 1:42:32  |
| 8     | Steffen Meyer (SV Breitenbrunn)        | 1:43:20  |

Datum: 19. April
fand in Naumburg (Saale) statt

### 20-km-Gehen, Mannschaftswertung
| Platz | Verein, Besetzung                                                  | Zeit (h) |
| ----- | ------------------------------------------------------------------ | -------- |
| 1     | SV Breitenbrunn (Steffen Meyer, Nischan Daimer, Dan Bauer)         | 5:21:43  |
| 2     | SV Halle (Steffen Borsch, Björn Tharann, Felix Börner)             | 5:37:02  |
| 3     | TV Bühlertal (Denis Franke, Klaus Dietsche, Bengt Bengtsson)       | 5:54:27  |
| 4     | Polizei SV Berlin (Wilfried Gaube, Uwe Tolle, Günter Evertz)       | 6:14:17  |
| 5     | TV Ludweiler (Dr. Rainer Lorscheider, Stefan Nißl, Christof Hölle) | 6:24:04  |

Datum: 19. April
fand in Naumburg statt

### 50-km-Gehen
| Platz | Athlet, Verein                         | Zeit (h) |
| ----- | -------------------------------------- | -------- |
| 1     | Carl Dohmann (SCL Heel Baden-Baden)    | 3:50:12  |
| 2     | Hagen Pohle (SC Potsdam)               | 3:51:18  |
| 3     | Andreas Janker (LG Röthenbach/Pegnitz) | 4:17:40  |
| 4     | Joachim Maier (SV Breitenbrunn)        | 4:56:50  |
| DNF   | Nils Gloger (SC Potsdam)               |          |
| DNF   | Christopher Linke (SC Potsdam)         |          |
| DNF   | Nils Brembach (SC Potsdam)             |          |
| DSQ   | Karl Junghannß (Erfurter LAC)          |          |

Datum: 10. Oktober
fand in Andernach statt

### Hochsprung
| Platz | Athlet, Verein                                         | Höhe (m) |
| ----- | ------------------------------------------------------ | -------- |
| 1     | David Nopper (LAZ Salamander Kornwestheim-Ludwigsburg) | 2,25     |
| 2     | Eike Onnen (Leichtathletik-Gemeinschaft Hannover)      | 2,25     |
| 3     | Mateusz Przybylko (TSV Bayer 04 Leverkusen)            | 2,19     |
| 4     | Tobias Potye (LG Stadtwerke München)                   | 2,15     |
| 4     | Raúl Spank (LG Nord Berlin)                            | 2,15     |
| 6     | Sebastian Schultz (TV Rheinzabern)                     | 2,15     |
| 7     | Tim Schenker (LG Erdgas Chemnitz)                      | 2,15     |
| 8     | Martin Günther (LG Eintracht Frankfurt)                | 2,15     |

Datum: 25. Juli

### Stabhochsprung
| Platz | Athlet, Verein                              | Höhe (m) |
| ----- | ------------------------------------------- | -------- |
| 1     | Raphael Holzdeppe (LAZ Zweibrücken)         | 5,94     |
| 2     | Tobias Scherbarth (TSV Bayer 04 Leverkusen) | 5,70     |
| 3     | Carlo Paech (TSV Bayer 04 Leverkusen)       | 5,60     |
| 4     | Hendrik Gruber (TSV Bayer 04 Leverkusen)    | 5,50     |
| 5     | Florian Gaul (VfL Sindelfingen)             | 5,40     |
| 6     | Daniel Clemens (LAZ Zweibrücken)            | 5,40     |
| 7     | Marvin Caspari (TSV Bayer 04 Leverkusen)    | 5,30     |
| 8     | Michel Frauen (TSV Bayer 04 Leverkusen)     | 5,30     |

Datum: 26. Juli

### Weitsprung
| Platz | Athlet, Verein                               | Weite (m) |
| ----- | -------------------------------------------- | --------- |
| 1     | Fabian Heinle (LAV Stadtwerke Tübingen)      | 8,03      |
| 2     | Alyn Camara (TSV Bayer 04 Leverkusen)        | 7,97      |
| 3     | Julian Howard (LG Region Karlsruhe)          | 7,81      |
| 4     | Kai Kazmirek (LG Rhein-Wied)                 | 7,67      |
| 5     | Stephan Hartmann (LG Nord Berlin)            | 7,58      |
| 6     | Florian Oswald (TSG 1862 Weinheim)           | 7,48      |
| 7     | Jan Uder (SV Schlau.com Saar 05 Saarbrücken) | 7,40      |
| 8     | Michael Schrader (SC Hessen Dreieich)        | 7,29      |

Datum: 24. Juli
fand auf dem Nürnberger Hauptmarkt statt

### Dreisprung

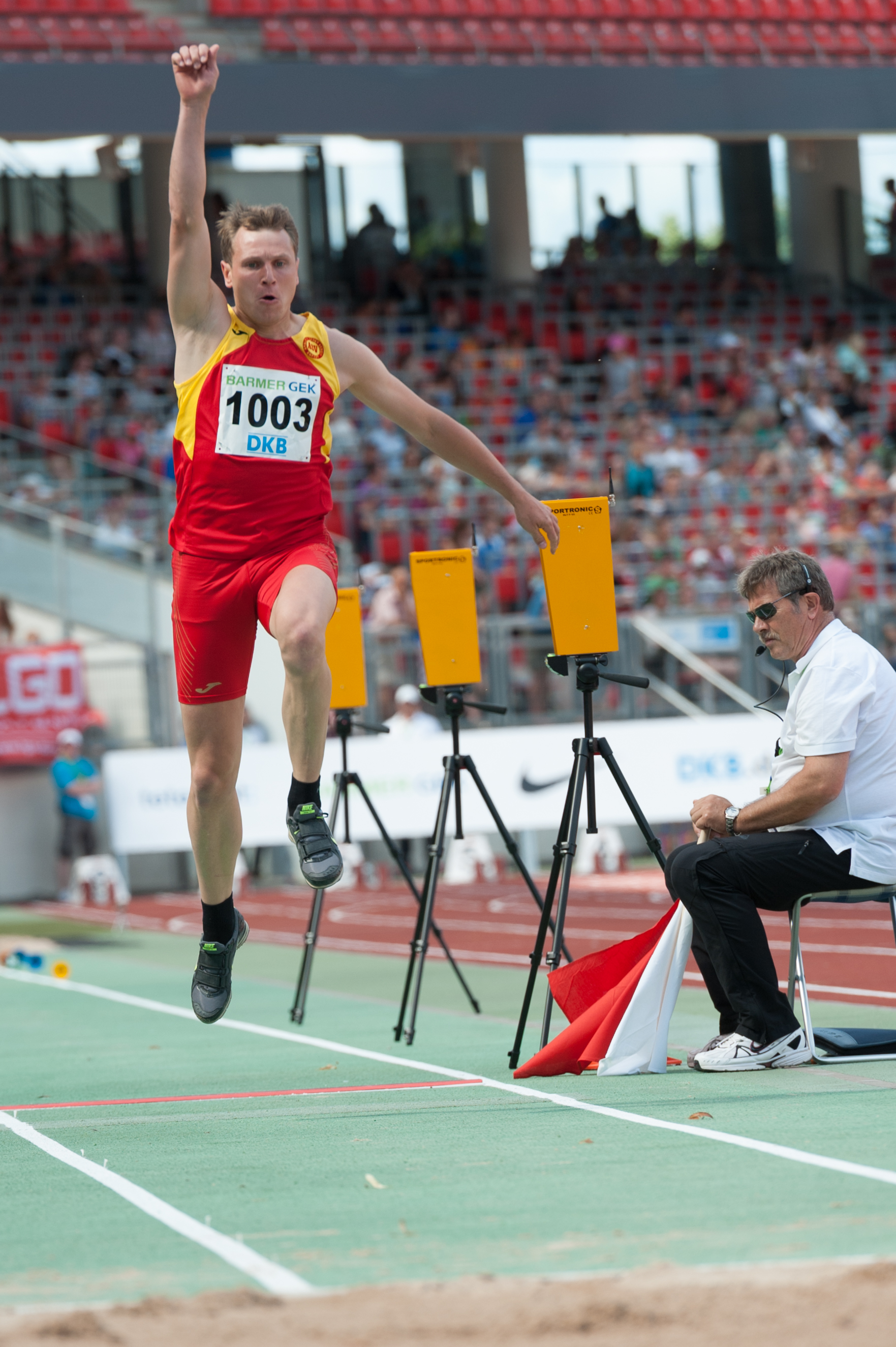
Andreas Pohle beim Dreisprung

| Platz | Athlet, Verein                              | Weite (m) |
| ----- | ------------------------------------------- | --------- |
| 1     | Raúl Spank (LG Nord Berlin)                 | 16,29     |
| 2     | Marcel Kornhardt (ASV Erfurt)               | 16,05     |
| 3     | Martin Jasper (VfB Stuttgart)               | 15,91     |
| 4     | Felix Wenzel (SC Potsdam)                   | 15,86     |
| 5     | Andreas Pohle (ASV Erfurt)                  | 15,66     |
| 6     | Martin Seiler (ABC Ludwigshafen)            | 15,57     |
| 7     | Manuel Ziegler (LG Telis Finanz Regensburg) | 15,38     |
| 8     | Tobias Hell (Schweriner SC)                 | 15,26     |

Datum: 25. Juli

### Kugelstoßen
| Platz | Athlet, Verein                                | Weite (m) |
| ----- | --------------------------------------------- | --------- |
| 1     | David Storl (SC DHfK Leipzig)                 | 21,47     |
| 2     | Tobias Dahm (VfL Sindelfingen)                | 19,83     |
| 3     | Bodo Göder (SR Yburg Steinbach)               | 19,02     |
| 4     | Christian Jagusch (SC Neubrandenburg)         | 18,97     |
| 5     | Dennis Lewke (SC Neubrandenburg)              | 18,72     |
| 6     | Jan Josef Jeuschede (TSV Bayer 04 Leverkusen) | 18,04     |
| 7     | Patrick Müller (SC Neubrandenburg)            | 17,83     |
| 8     | Eric Millrath (Schweriner SC)                 | 17,77     |

Datum: 26. Juli

### Diskuswurf
| Platz | Athlet, Verein                             | Weite (m) |
| ----- | ------------------------------------------ | --------- |
| 1     | Christoph Harting (SCC Berlin)             | 64,06     |
| 2     | Martin Wierig (SC Magdeburg)               | 63,55     |
| 3     | Markus Münch (SC Potsdam)                  | 61,61     |
| 4     | David Wrobel (SC Magdeburg)                | 60,83     |
| 5     | Daniel Jasinski (TV Wattenscheid 01)       | 60,77     |
| 6     | Benedikt Stienen (TSV Bayer 04 Leverkusen) | 58,39     |
| 7     | Michael Salzer (VfL Sindelfingen)          | 56,77     |
| 8     | Henning Prüfer (SC Potsdam)                | 55,51     |

Datum: 25. Juli

### Hammerwurf
| Platz | Athlet, Verein                           | Weite (m) |
| ----- | ---------------------------------------- | --------- |
| 1     | Alexander Ziegler (LG Staufen)           | 73,91     |
| 2     | Markus Esser (TSV Bayer 04 Leverkusen)   | 72,32     |
| 3     | Garland Porter (LG Eintracht Frankfurt)  | 69,83     |
| 4     | Johannes Bichler (LG Stadtwerke München) | 68,94     |
| 5     | Simon Lang (LG Stadtwerke München)       | 66,96     |
| 6     | Paul Hützen (TSV Bayer 04 Leverkusen)    | 66,64     |
| 7     | Tristan Schwandke (TV Hindelang)         | 66,10     |
| 8     | Sven Möhsner (TSV Bayer 04 Leverkusen)   | 65,40     |

Datum: 26. Juli

### Speerwurf

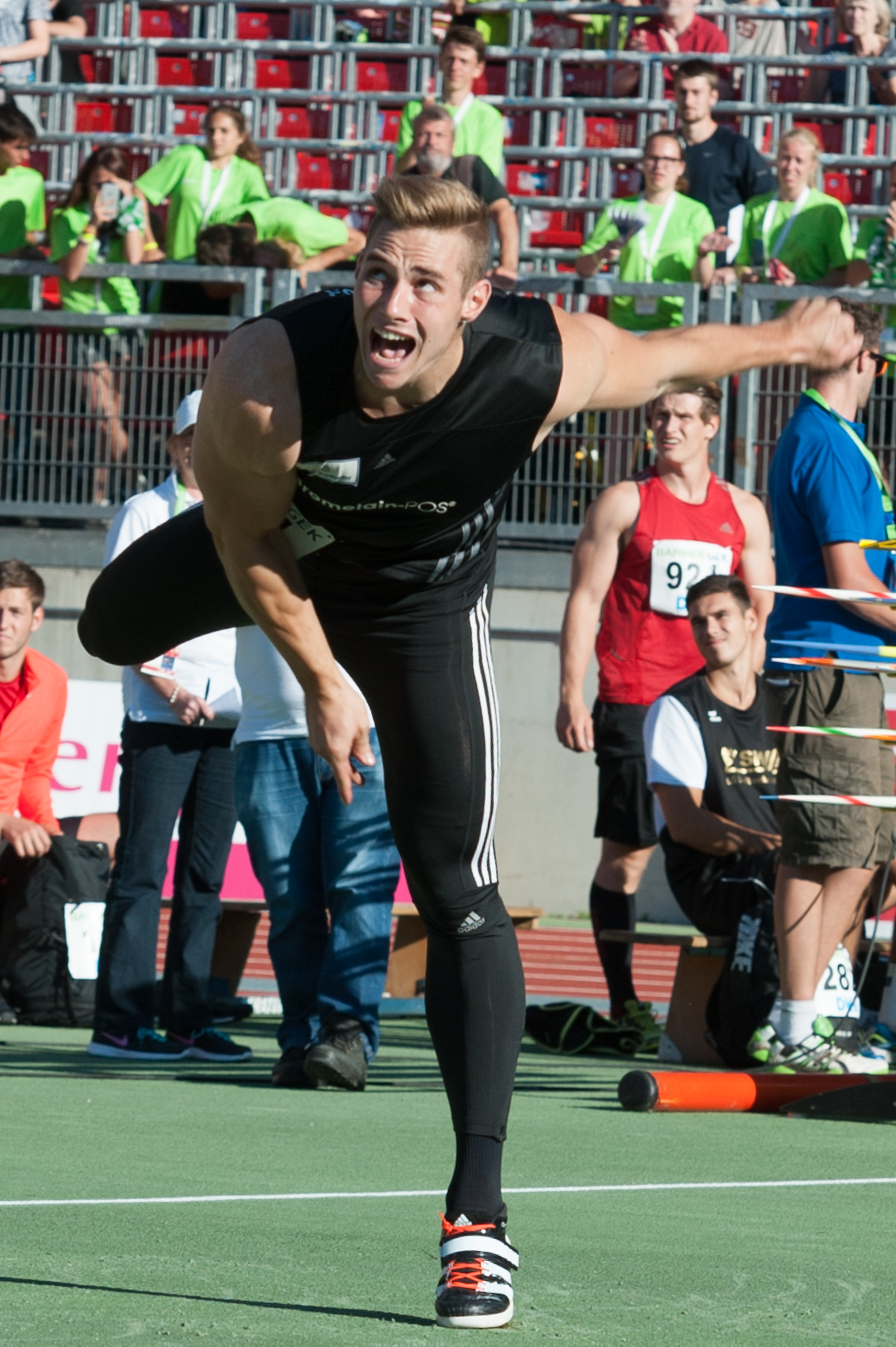
Der deutsche Vizemeister Johannes Vetter

| Platz | Athlet, Verein                                              | Weite (m) |
| ----- | ----------------------------------------------------------- | --------- |
| 1     | Thomas Röhler (LC Jena)                                     | 84,73     |
| 2     | Johannes Vetter (SV schlau.com Saar 05 Saarbrücken)         | 83,12     |
| 3     | Lars Hamann (Dresdner SC)                                   | 81,03     |
| 4     | Andreas Hofmann (MTG Mannheim)                              | 79,21     |
| 5     | Kim-Dominik Seyfried (Leichtathletik-Gemeinschaft Augsburg) | 74,89     |
| 6     | Bernhard Seifert (SC Potsdam)                               | 73,35     |
| 7     | Jonas Bonewit (LG Stadtwerke München)                       | 73,03     |
| 8     | David Golling (LC Cottbus)                                  | 72,39     |

Datum: 26. Juli

### Zehnkampf
Die Mehrkampfmeisterschaften wurden in diesem Jahr wegen eines fehlenden Ausrichters nicht ausgetragen.

### CrosslaufMittelstrecke –4,4 km
| Platz | Athlet, Verein                                | Zeit (min) |
| ----- | --------------------------------------------- | ---------- |
| 1     | Benedikt Karus (LG farbtex Nordschwarzwald)   | 14:35      |
| 2     | Jannik Arbogast (LG Region Karlsruhe)         | 14:43      |
| 3     | Martin Grau (LSC Höchstadt/Aisch)             | 14:48      |
| 4     | Tobias Gröbl (LG Zusam)                       | 14:48      |
| 5     | Philipp Pflieger (LG Telis Finanz Regensburg) | 14:50      |
| 6     | Nico Sonnenberg (LG Eintracht Frankfurt)      | 14:56      |
| 7     | Timo Benitz (LG farbtex Nordschwarzwald)      | 15:00      |
| 8     | Tobias Blum (LSG Saarbrücken-Sulzbachtal)     | 15:02      |

Datum: 7. März
fand in Markt Indersdorf statt

### CrosslaufMittelstrecke –4,4 km, Mannschaftswertung
| Platz | Verein, Besetzung                                                            | Zeit (min) |
| ----- | ---------------------------------------------------------------------------- | ---------- |
| 1     | LG farbtex Nordschwarzwald (Benedikt Karus, Timo Benitz, Marco Kern)         | 44:45      |
| 2     | LG Braunschweig I (Karsten Meier, Fabian Brunswig, Florian Pehrs)            | 45:46      |
| 3     | LG Region Karlsruhe (Jannik Arbogast, Lucas Bittigkoffer, Christoph Kessler) | 46:20      |
| 4     | LSC Höchstadt/Aisch (Martin Grau, Marco Kürzdörfer, Tobias Budde)            | 46:27      |
| 5     | LG Olympia Dortmund (Fabian Dillenhöfer, Michael Wilms, Patric Meinike)      | 47:28      |
| 6     | LSG Saarbrücken-Sulzbachtal (Tobias Blum, Florian Lauck, Matthias Merk)      | 48:12      |
| 7     | LG Zusam (Tobias Gröbl, Andreas Beck, Wenzel Kurka)                          | 49:37      |
| 8     | LG Braunschweig II (Viktor Kuk, Steffen Brümmer, Nils Oslislok)              | 50:06      |

Datum: 7. März
fand in Markt Indersdorf statt

### CrosslaufLangstrecke –10,4 km
| Platz | Athlet, Verein                                | Zeit (min) |
| ----- | --------------------------------------------- | ---------- |
| 1     | Manuel Stöckert (SC Ostheim/Rhön)             | 35:07      |
| 2     | Marcin Blazinski (LG farbtex Nordschwarzwald) | 35:30      |
| 3     | Stefan Hubert (SV Sömmerda)                   | 35:52      |
| 4     | Ejob Solomun (SG Wenden)                      | 35:53      |
| 5     | Michael Schramm (LAV Stadtwerke Tübingen)     | 36:13      |
| 6     | Tobias Schreindl (LG Passau)                  | 36:18      |
| 7     | Mario Wernsdörfer (LG Bamberg)                | 36:28      |
| 8     | Tim-Arne Sidenstein (SG Wenden)               | 36:33      |

Datum: 7. März
fand in Markt Indersdorf statt

### CrosslaufLangstrecke –10,4 km, Mannschaftswertung
| Platz | Verein, Besetzung                                                               | Zeit (h) |
| ----- | ------------------------------------------------------------------------------- | -------- |
| 1     | SG Wenden 1 (Ejob Solomun, Tim-Arne Sidenstein, Simon Huckestein)               | 1:49:57  |
| 2     | TSG 08 Roth (Andreas Straßner, Julian Flügel, Joseph Katib)                     | 1:50:36  |
| 3     | LG farbtex Nordschwarzwald (Marcin Blazinski, Alexander Pütsch, Tobias Giering) | 1:51:23  |
| 4     | LAV Stadtwerke Tübingen (Michael Schramm, Lorenz Baum, Christoph Dreser)        | 1:52:35  |
| 5     | LG Stadtwerke München (Johannes Hillebrand, Lukas Becht, Florian Pasztor)       | 1:53:05  |
| 6     | TSG 1845 Heilbronn (Bendikt Hoffmann, Dominik Sowieja, Holger Freudenberger)    | 1:53:47  |
| 7     | SG Wenden 2 (Sven-Christian Sidenstein, Nils Schäfer, Alexander Henne)          | 1:55:16  |
| 8     | LG Passau (Tobias Schreindl, Giovani Gonzalez Popoca, Florian Stelzle)          | 1:56:12  |

Datum: 7. März
fand in Markt Indersdorf statt

### Berglauf–9,5 km
| Platz | Athlet, Verein                         | Zeit (min) |
| ----- | -------------------------------------- | ---------- |
| 1     | Joseph Katib (TSG 08 Roth)             | 41:08,6    |
| 2     | Stefan Hubert (SV Sömmerda)            | 41:17,9    |
| 3     | Jonas Lehmann (Tus Heltersberg)        | 41:25,7    |
| 4     | Benedikt Hoffmann (TSG 1845 Heilbronn) | 41:43,6    |
| 5     | Maximilian Zeus (DJK Weiden)           | 42:00,1    |
| 6     | Thomas Kühlmann (LG Wettenberg)        | 42:18,8    |
| 7     | Samuel Schu (LTF Marpingen)            | 42:41,7    |
| 8     | Benedikt Doll (TV Bühlertal)           | 43:02,9    |

Datum: 16. Mai
fand in Bühlertal im Schwarzwald statt

## Meisterschaftsresultate Frauen

### 100 m
| Platz | Athletin, Verein                          | Zeit (s) |
| ----- | ----------------------------------------- | -------- |
| 1     | Verena Sailer (MTG Mannheim)              | 11,20    |
| 2     | Rebekka Haase (LV 90 Erzgebirge)          | 11,29    |
| 3     | Anna-Lena Freese (FTSV Jahn Brinkum)      | 11,32    |
| 4     | Alexandra Burghardt (MTG Mannheim)        | 11,42    |
| 5     | Yasmin Kwadwo (MTG Mannheim)              | 11,42    |
| 6     | Inna Weit (LC Paderborn)                  | 11,56    |
| 7     | Anne Christina Haack (TV Wattenscheid 01) | 11,58    |
| 8     | Amelie-Sophie Lederer (LAC Quelle Fürth)  | 11,66    |

Datum: 25. Juli
Wind: +1,5 m/s

### 200 m
| Platz | Athletin, Verein                     | Zeit (s) |
| ----- | ------------------------------------ | -------- |
| 1     | Rebekka Haase (LV 90 Erzgebirge)     | 22,95    |
| 2     | Anna-Lena Freese (FTSV Jahn Brinkum) | 23,08    |
| 3     | Cindy Roleder (SC DHfK Leipzig)      | 23,35    |
| 4     | Inna Weit (LC Paderborn)             | 23,35    |
| 5     | Lena Malkus (Preußen Münster)        | 23,75    |
| 6     | Lara Matheis (TSG Gießen-Wieseck)    | 23,89    |
| 7     | Sandra Dinelden (Werder Bremen)      | 24,14    |
| 8     | Eleni Frommann (LC Jena)             | 24,35    |

Datum: 26. Juli
Wind: +1,0 m/s

### 400 m
| Platz | Athletin, Verein                                  | Zeit (s) |
| ----- | ------------------------------------------------- | -------- |
| 1     | Ruth Sophia Spelmeyer (VfL Oldenburg)             | 52,41    |
| 2     | Laura Müller (LSG Saarbrücken-Sulzbachtal)        | 52,51    |
| 3     | Luisa Valeske (SV Schlau.com Saar 05 Saarbrücken) | 53,95    |
| 4     | Daniela Ferenz (LG Neckar-Enz)                    | 54,18    |
| 5     | Sarah Schmidt (LAZ Mönchengladbach)               | 54,21    |
| 6     | Julia Schaefers (TSV Bayer 04 Leverkusen)         | 54,38    |
| 7     | Friederike Möhlenkamp (LT DSHS Köln)              | 54,55    |
| 8     | Malena Richter (LT DSHS Köln)                     | 54,85    |

Datum: 26. Juli

### 800 m
| Platz | Athletin, Verein                              | Zeit (min) |
| ----- | --------------------------------------------- | ---------- |
| 1     | Fabienne Kohlmann (LG Karlstadt-Gambach-Lohr) | 1:59,28    |
| 2     | Christina Hering (LG Stadtwerke München)      | 1:59,54    |
| 3     | Carolin Walter (TSV Bayer 04 Leverkusen)      | 2:03,47    |
| 4     | Stella Kubasch (LG Telis Finanz Regensburg)   | 2:04,54    |
| 5     | Mareen Kalis (LC Paderborn)                   | 2:06,02    |
| 6     | Johanna Christine Schulz (SC Rönnau)          | 2:06,27    |
| 7     | Christina Zwirner (LAZ Zweibrücken)           | 2:06,55    |
| 8     | Tanja Spill (LAV Bayer Uerdingen/Dormagen)    | 2:06,65    |

Datum: 26. Juli

### 1500 m
| Platz | Athletin, Verein                                  | Zeit (min) |
| ----- | ------------------------------------------------- | ---------- |
| 1     | Maren Kock (LG Telis Finanz Regensburg)           | 4:09,25    |
| 2     | Konstanze Klosterhalfen (TSV Bayer 04 Leverkusen) | 4:09,58    |
| 3     | Hanna Klein (SG Schorndorf)                       | 4:09,91    |
| 4     | Diana Sujew (LG Eintracht Frankfurt)              | 4:15,15    |
| 5     | Anja Roggel (LAV Bayer Uerdingen/Dormagen)        | 4:17,27    |
| 6     | Elina Sujew (LG Eintracht Frankfurt)              | 4:17,77    |
| 7     | Julia Kick (LG Telis Finanz Regensburg)           | 4:18,34    |
| 8     | Tabea Themann (SV Molbergen)                      | 4:18,95    |

Datum: 26. Juli

### 5000 m
| Platz | Athletin, Verein                            | Zeit (min) |
| ----- | ------------------------------------------- | ---------- |
| 1     | Alina Reh (TSV Erbach)                      | 15:51,48   |
| 2     | Sabrina Mockenhaupt (LG Sieg)               | 16:10,16   |
| 3     | Laura Hottenrott (GSV Eintracht Baunatal)   | 16:14,93   |
| 4     | Isabell-Sophie Teegen (SC Rönnau)           | 16:31,55   |
| 5     | Regina Högl (LG Region Landshut)            | 16:34,21   |
| 6     | Fabienne Amrhein (MTG Mannheim)             | 16:35,38   |
| 7     | Melina Tränkle (LG Region Karlsruhe)        | 16:36,54   |
| 8     | Anja Schneider (LG Telis Finanz Regensburg) | 16:39,62   |

Datum: 25. Juli

### 10.000 m
| Platz | Athletin, Verein                                     | Zeit (min) |
| ----- | ---------------------------------------------------- | ---------- |
| 1     | Fate Tola (Leichtathletik-Gemeinschaft Braunschweig) | 33:30,32   |
| 2     | Isabell-Sophie Teegen (SC Rönnau)                    | 34:22,73   |
| 3     | Melina Tränkle (LG Region Karlsruhe)                 | 34:29,70   |
| 4     | Annett Horna (LC Rehlingen)                          | 35:04,65   |
| 5     | Regina Högl (LG Region Landshut)                     | 35:09,15   |
| 6     | Franziska Reng (LG Telis Finanz Regensburg)          | 35:54,04   |
| 7     | Hannah Arndt (LV Pliezhausen 2012)                   | 35:40,53   |
| 8     | Domenika Mayer (LAC Quelle Fürth)                    | 36:32,24   |

Datum: 2. Mai
fand in Ohrdruf statt

### 10-km-Straßenlauf
| Platz | Athletin, Verein                            | Zeit (min) |
| ----- | ------------------------------------------- | ---------- |
| 1     | Fate Tola (LG Braunschweig)                 | 31:56      |
| 2     | Sabrina Mockenhaupt (LG Sieg)               | 32:59      |
| 3     | Alina Reh (TSV Erbach)                      | 33:35      |
| 4     | Simret Restle-Apel (PSV Grün-Weiß Kassel)   | 33:42      |
| 5     | Franziska Reng (LG Telis Finanz Regensburg) | 33:54      |
| 6     | Anja Schneider (LG Telis Finanz Regensburg) | 33:58      |
| 7     | Melat Yisak Kejeta (LG Eintracht Frankfurt) | 34:15      |
| 8     | Melina Tränkle (LG Region Karlsruhe)        | 34:37      |

Datum: 6. September
fand in Bad Liebenzell statt

### 10-km-Straßenlauf, Mannschaftswertung
| Platz | Verein, Besetzung                                                                  | Zeit (h) |
| ----- | ---------------------------------------------------------------------------------- | -------- |
| 1     | LG Telis Finanz Regensburg I (Franziska Reng, Anja Schneider, Steffi Volke)        | 1:42:44  |
| 2     | Lauf Team Haspa Marathon Hamburg (Jana Sussmann, Andrea Diethers, Anne Kesselring) | 1:47:19  |
| 3     | LAC Quelle Fürth (Gesa Bohn, Domenika Mayer, Julia Hiller)                         | 1:47:26  |
| 4     | PSV Grün-Weiß Kassel (Simret Restle-Apel, Anna Reuter, Thordis Arnold)             | 1:47:46  |
| 5     | LG Region Karlsruhe (Melina Tränkle, Simone Raatz, Lena Knirsch)                   | 1:48:22  |
| 6     | LG Telis Finanz Regensburg II (Julia Galuschka, Monika Heiß, Monika Rausch)        | 1:49:28  |
| 7     | MTG Mannheim (Fabienne Amrhein, Lea Düppe, Laura Mees)                             | 1:51:41  |
| 8     | LV Pliezhausen (Hannah Arndt, Friederike Kallenberg, Michaela Walker)              | 1:52:39  |

Datum: 6. September
fand in Bad Liebenzell statt

### Halbmarathon
| Platz | Athletin, Verein                             | Zeit (h) |
| ----- | -------------------------------------------- | -------- |
| 1     | Simret Restle-Apel (PSV Grün-Weiß Kassel)    | 1:14:37  |
| 2     | Anja Schneider (LG Telis Finanz Regensburg)  | 1:14:58  |
| 3     | Annett Horna (LC Rehlingen)                  | 1:15:47  |
| 4     | Jana Groß-Hardt (LAZ Rhede)                  | 1:15:50  |
| 5     | Andrea Diethers (LT Haspa Marathon Hamburg)  | 1:17:05  |
| 6     | Julia Galuschka (LG Telis Finanz Regensburg) | 1:17:12  |
| 7     | Regina Högl (LG Region Landshut)             | 1:18:22  |
| 8     | Gesa Bohn (LAC Quelle Fürth)                 | 1:18:25  |

Datum: 12. April
fand in Husum statt

### Halbmarathon, Mannschaftswertung
| Platz | Verein, Besetzung                                                                   | Zeit (h) |
| ----- | ----------------------------------------------------------------------------------- | -------- |
| 1     | LG Telis Finanz Regensburg (Anja Schneider, Julia Galuschka, Anna-Katharina Plinke) | 3:52:02  |
| 2     | SG Wenden (Christl Dörschel, Ramona Wied, Stefanie Bröcher)                         | 4:14:16  |
| 3     | PSV Grün-Weiß Kassel (Simret Restle-Apel, Jeanette Meuser, Irina Resch)             | 4:17:48  |
| 4     | LG Flensburg (Natalie Jachmann, Nathalie Fritzke, Kirsten Sellmer)                  | 4:32:40  |
| 5     | SV Enge-Sande (Ute Fanslau, Anne Becker, Eike Carstensen)                           | 4:43:29  |
| 6     | LSF Münster (Dr. Eva Schönefeld, Anne Holtkötter, Delia Krell-Witte)                | 4:53:45  |
| 7     | SG TSV Kronshagen/Kieler TB (Verena Becker, Stefanie Hesse, Ilka Malze)             | 5:00:15  |
| 8     | Hamburger Laufladen (Miriam Kwasny, Sabine Kollemann, Ingeborg Rheinwald)           | 5:00:21  |

Datum: 12. April
fand in Husum statt

### Marathon
| Platz | Athletin, Verein                            | Zeit (h) |
| ----- | ------------------------------------------- | -------- |
| 1     | Lisa Hahner (run2sky.com)                   | 2:28:39  |
| 2     | Mona Stockhecke (LT Haspa Marathon Hamburg) | 2:33:54  |
| 3     | Steffi Volke (LG Telis Finanz Regensburg)   | 2:41:47  |
| 4     | Tinka Uphoff (Spiridon Frankfurt)           | 2:42:06  |
| 5     | Nora Kusterer (SV Oberkollbach)             | 2:42:47  |
| 6     | Laura Chacon Biebach (TV Dieburg)           | 2:45:40  |
| 7     | Bianca Meyer (LG Stadtwerke München)        | 2:48:44  |
| 8     | Yvonne Kleiner (LG Stadtwerke München)      | 2:49:58  |

Datum: 25. Oktober
fand im Rahmen des Frankfurt-Marathons statt

### Marathon, Mannschaftswertung
| Platz | Verein, Besetzung                                                    | Zeit (h) |
| ----- | -------------------------------------------------------------------- | -------- |
| 1     | LG Stadtwerke München (Bianca Meyer, Yvonne Kleiner, Anita Hörmann)  | 8:44:15  |
| 2     | SC DHfK Leipzig (Juliane Meyer, Sandra Boitz, Tanja Plötz)           | 8:46:18  |
| 3     | SV Oberkollbach (Nora Kusterer, Carmen Keppler, Regina Vielmeier)    | 8:56:57  |
| 4     | Spiridon Frankfurt (Tinka Uphoff, Laura Spranz, Astrid Gelsema)      | 8:59:21  |
| 5     | PSV Grün-Weiß Kassel (Anna Reuter, Dina Gerstenacker, Jutta Siefert) | 9:08:33  |
| 6     | Hamburger Laufladen (Annika Krull, Jana Baum, Miriam Kwasny)         | 9:21:53  |
| 7     | SWC Regensburg (Sonja Hackl, Kirsten Moritz, Regina Graf)            | 9:39:48  |
| 8     | TG Viktoria Augsburg (Michaela Zettel, Sybille Mai, Andrea Dammann)  | 9:46:50  |

Datum: 25. Oktober
fand im Rahmen des Frankfurt-Marathons statt

### 100-km-Straßenlauf
| Platz | Athletin, Verein                              | Zeit (h) |
| ----- | --------------------------------------------- | -------- |
| 1     | Branka Hajek (LAZ Salamander Kornwestheim-LB) | 8:23:26  |
| 2     | Barbara Mallmann (Laufarena Allgäu)           | 8:25:22  |
| 3     | Simone Stöppler (SSC Hanau-Rodenbach)         | 8:43:14  |
| 4     | Andrea Schadewell (Team Icehouse)             | 8:47:46  |
| 5     | Marion Braun (SV Germania Eicherscheid)       | 8:50:09  |
| 6     | Patricia Rolle (LG Nord Berlin)               | 8:57:26  |
| 7     | Anke Libuda (BSG Springorum Bochum)           | 9:29:06  |
| 8     | Viola Stras (LTF Marpingen)                   | 9:36:40  |

Datum: 11. April
fand in St. Leon-Rot statt

### 100 m Hürden
| Platz | Athletin, Verein                        | Zeit (s) |
| ----- | --------------------------------------- | -------- |
| 1     | Cindy Roleder (SC DHfK Leipzig)         | 13,05    |
| 2     | Franziska Hofmann (LAC Erdgas Chemnitz) | 13,29    |
| 3     | Eva Strogies (TV Wattenscheid 01)       | 13,46    |
| 4     | Carolin Schäfer (TV Wattenscheid 01)    | 13,58    |
| 5     | Monika Zapalska (TV Wattenscheid 01)    | 13,64    |
| 6     | Tanja Heitgen (LT DSHS Köln)            | 13,72    |
| 7     | Claudia Rath (LG Eintracht Frankfurt)   | 13,84    |
| 8     | Christine Salterberg (LT DSHS Köln)     | 13,94    |

Datum: 25. Juli
Wind: −0,1 m/s

### 400 m Hürden
| Platz | Athletin, Verein                                           | Zeit (s)    |
| ----- | ---------------------------------------------------------- | ----------- |
| 1     | Jackie Baumann (LAV Stadtwerke Tübingen)                   | 0057,18 s00 |
| 2     | Anna Raukuc (Leichtathletik-Gemeinschaft Hannover)         | 0058,13 s00 |
| 3     | Frederike Hogrebe (TSV Bayer 04 Leverkusen)                | 0058,72 s00 |
| 4     | Kim Carina Stadelbacher (LT DSHS Köln)                     | 0059,04 s00 |
| 5     | Judith Stadelbacher (Leichtathletikgemeinschaft Offenburg) | 0059,55 s00 |
| 6     | Djamila Böhm (ART Düsseldorf)                              | 1:00,11 min |
| 7     | Karolina Pahlitzsch (SV Preußen Berlin)                    | 1:00,25 min |
| 8     | Franziska Kindt (SCC Berlin)                               | 1:00,68 min |

Datum: 26. Juli

### 3000 m Hindernis
| Platz | Athletin, Verein                               | Zeit (min) |
| ----- | ---------------------------------------------- | ---------- |
| 1     | Gesa Felicitas Krause (LG Eintracht Frankfurt) | 9:32,20    |
| 2     | Maya Rehberg (SG TSV Kronshagen/Kieler TB)     | 9:54,72    |
| 3     | Sanaa Koubaa (TSV Bayer 04 Leverkusen)         | 9:57,01    |
| 4     | Jana Sussmann (LT Team Haspa Marathon)         | 10:01,80   |
| 5     | Cornelia Friesche (DJK Ingolstadt)             | 10:02,66   |
| 6     | Julia Hiller (LAC Quelle Fürth)                | 10:35,06   |
| 7     | Lena Knirsch (LG Region Karlsruhe)             | 10:40,95   |
| 8     | Jana Palmowski (OTB Osnabrück)                 | 10:42,93   |

Datum: 26. Juli

### 4 × 100 m Staffel
| Platz | Verein, Besetzung                                                                         | Zeit (s) |
| ----- | ----------------------------------------------------------------------------------------- | -------- |
| 1     | MTG Mannheim (Yasmin Kwadwo, Alexandra Burghardt, Ricarda Lobe, Verena Sailer)            | 43,42    |
| 2     | LC Paderborn (Josefina Elsler, Janina Kölsch, Inna Weit, Ina Thimm)                       | 45,21    |
| 3     | LT DSHS Köln I (Tanja Heitgen, Christine Salterberg, Friederike Möhlenkamp, Lena Naumann) | 45,77    |
| 4     | LG Rhein-Wied (Sophia Junk, Rebecca Kramer, Jessica Roos, Friederike Matthes)             | 46,26    |
| 5     | LT DSHS Köln II (Carlotta Schraub, Kim Carina Schmidt, Judith Müssener, Malena Richter)   | 46,27    |
| 6     | CLV Siegerland (Verena Klein, Nina Braun, Jennifer Köhne, Laura Sophie Großhaus)          | 46,37    |
| 7     | Werder Bremen (Constanze Hungar, Sandra Dinkeldein, Rahel Rüdel, Svea Kittner)            | 46,66    |
| 8     | LAC Quelle Fürth (Katharina Winkler, Sinéad Ebert, Regina Straub, Amelie-Sophie Lederer)  | 46,75    |

Datum: 26. Juli

### 4 × 400 m Staffel
| Platz | Verein, Besetzung                                                                              | Zeit (min) |
| ----- | ---------------------------------------------------------------------------------------------- | ---------- |
| 1     | TSV Bayer 04 Leverkusen (Julia Schaefers, Frederike Hogrebe, Julia Förster, Carolin Walter)    | 3:35,99    |
| 2     | LT DSHS Köln (Malena Richter, Kim Carina Schmidt, Lena Naumann, Friederike Möhlenkamp)         | 3:38,53    |
| 3     | LG Stadtwerke München (Christina Hering, Christine Gess, Martina Riedl, Karoline Pilawa)       | 3:39,36    |
| 4     | SCC Berlin (Noelya Schonig, Svea Köhrbrück, Franziska Kindt, Alena Gerken)                     | 3:39,92    |
| 5     | TV Wattenscheid 01 (Maike Schachtschneider, Christina Zwirner, Janine Lins, Sonja Mosler)      | 3:41,70    |
| 6     | TSV Bayer 04 Leverkusen (Tabea Marie Kempe, Lena Menzel, Rebekka Ackers, Laura Vierbaum)       | 3:45,06    |
| 7     | LG Karlstadt-Gambach-Lohr (Naomi Hemmelmann, Fabienne Kohlmann, Ines Dirscherl, Mareike Bauer) | 3:45,39    |
| 8     | LG Olympia Dortmund (Marilena Scharff, Laura Hansen, Meike Holtkamp, Janina Balke)             | 3:45,96    |

Datum: 26. Juli

### 3 × 800 m Staffel
| Platz | Verein, Besetzung                                                           | Zeit (min) |
| ----- | --------------------------------------------------------------------------- | ---------- |
| 1     | LG Stadtwerke München (Christine Gess, Karoline Pilawa, Christina Hering)   | 6:19,20    |
| 2     | TSV Bayer 04 Leverkusen III (Rebekka Ackers, Lena Klaassen, Carolin Walter) | 6:22,40    |
| 3     | TSV Bayer 04 Leverkusen IV (Laura Vierbaum, Lena Menzel, Frederike Hogrebe) | 6:24,32    |
| 4     | LAV Bayer Uerdingen/Dormagen (Susan Robb, Anja Roggel, Tanja Spill)         | 6:27,73    |
| 5     | LC Rehlingen (Joana Staub, Aline Zaar, Annett Horna)                        | 6:33,82    |
| 6     | SG Schorndorf (Gina Daubenfeld, Tamara Eichenbrenner, Hanna Klein)          | 6:35,91    |
| 7     | LG Neckar-Enz (Nicole Ferenz, Justine Seyb, Daniela Ferenz)                 | 6:36,83    |
| 8     | StG Pliezhausen-Balingen (Denise Schumacher, Luisa Schwarzer, Julia Rieger) | 6:39,67    |

Datum: 2. August
fand in Jena im Rahmen der Deutschen Jugendmeisterschaften statt

### 5000-m-Bahngehen
| Platz | Athletin, Verein                            | Zeit (min) |
| ----- | ------------------------------------------- | ---------- |
| 1     | Lea Dederichs (ART Düsseldorf)              | 23:45,38   |
| 2     | Annika Brembach (SC Potsdam)                | 24:02,01   |
| 3     | Emilia Lehmeyer (Polizei SV Berlin)         | 24:06,47   |
| 4     | Lisa Linke (Erfurter LAC)                   | 24:53,13   |
| 5     | Brit Schröter (LG Vogtland)                 | 25:27,66   |
| 6     | Franziska Glandorf (DJK Arminia Ibbenbüren) | 25:36,09   |
| 7     | Nicole Hörl (Diezer TSK Oranien)            | 26:44,44   |
| 8     | Linda Betto (TV Groß-Gerau)                 | 27:09,72   |

Datum: 13. Juni
fand in Düsseldorf statt

### 20-km-Gehen
| Platz | Athletin, Verein                            | Zeit (h) |
| ----- | ------------------------------------------- | -------- |
| 1     | Lea Dederichs (ART Düsseldorf)              | 1:41:40  |
| 2     | Franziska Glandorf (DJK Arminia Ibbenbüren) | 1:51:39  |
| 3     | Laura Schröter (LG Vogtland)                | 1:53:11  |
| 4     | Kathrin Schulze (ASV Erfurt)                | 1:56:49  |
| 5     | Nicole Hörl (Diezer TSK Oranien)            | 1:59:21  |
| 6     | Brit Schröter (LG Vogtland)                 | 2:00:53  |
| 7     | Maria Unterholzner (SpVgg Niederaichbach)   | 2:04:52  |
| 8     | Franziska Spanner (SpVgg Niederaichbach)    | 2:08:20  |

Datum: 19. April
fand in Naumburg (Saale) statt

### Hochsprung
| Platz | Athletin, Verein                                     | Höhe (m) |
| ----- | ---------------------------------------------------- | -------- |
| 1     | Marie-Laurence Jungfleisch (LAV Stadtwerke Tübingen) | 1,95     |
| 2     | Katarina Mögenburg (TSV Bayer 04 Leverkusen)         | 1,84     |
| 3     | Imke Onnen (Leichtathletik-Gemeinschaft Hannover)    | 1,84     |
| 4     | Melanie Skotnik (TSG Weinheim)                       | 1,80     |
| 5     | Jossie Graumann (LG Nord Berlin)                     | 1,80     |
| 6     | Nadja Kampschulte (TV Wattenscheid 01)               | 1,75     |
| 6     | Carolin Schäfer (TV Friedrichstein)                  | 1,75     |
| 8     | Kerstin Geisweiler (Werder Bremen)                   | 1,70     |

Datum: 26. Juli

### Stabhochsprung
| Platz | Athletin, Verein                               | Höhe (m) |
| ----- | ---------------------------------------------- | -------- |
| 1     | Lisa Ryzih (ABC Ludwigshafen)                  | 4,60     |
| 2     | Martina Strutz (Schweriner SC)                 | 4,55     |
| 3     | Silke Spiegelburg (TSV Bayer 04 Leverkusen)    | 4,45     |
| 4     | Katharina Bauer (TSV Bayer 04 Leverkusen)      | 4,35     |
| 5     | Carolin Hingst (TG Nieder-Ingelheim)           | 4,25     |
| 6     | Anjuli Knäsche (SG TSV Kronshagen/Kieler TB)   | 4,25     |
| 7     | Anna Felzmann (LAZ Zweibrücken)                | 4,25     |
| 8     | Lilian Schnitzerling (TSV Bayer 04 Leverkusen) | 4,15     |

Datum: 25. Juli

### Weitsprung
| Platz | Athletin, Verein                        | Weite (m) |
| ----- | --------------------------------------- | --------- |
| 1     | Lena Malkus (Preußen Münster)           | 6,74      |
| 2     | Sosthene Moguenara (TV Wattenscheid 01) | 6,65      |
| 3     | Nadja Käther (Hamburger SV)             | 6,58      |
| 4     | Melanie Bauschke (LG Olympia 88 Berlin) | 6,52      |
| 5     | Claudia Rath (LG Eintracht Frankfurt)   | 6,52      |
| 6     | Xenia Stolz (Wiesbadener LV)            | 6,48      |
| 7     | Alexandra Wester (USC Mainz)            | 6,40      |
| 8     | Annika Gärtz (LV 90 Erzgebirge)         | 6,38      |

Datum: 24. Juli
fand auf dem Nürnberger Hauptmarkt statt

### Dreisprung
| Platz | Athletin, Verein                       | Weite (m) |
| ----- | -------------------------------------- | --------- |
| 1     | Kristin Gierisch (LAC Erdgas Chemnitz) | 14,38     |
| 2     | Jenny Elbe (Dresdner SC 1898)          | 13,89     |
| 3     | Klaudia Kaczmarek (LAZ Rhede)          | 13,24     |
| 4     | Eva Linnenbaum (ART Düsseldorf)        | 13,24     |
| 5     | Katja Demut (LC Jena)                  | 13,14     |
| 6     | Katharina Struß (TS Herzogenaurach)    | 13,10     |
| 7     | Birte Damerius (TSV Rudow 1888)        | 12,93     |
| 8     | Isabella Marten (Stuttgarter Kickers)  | 12,91     |

Datum: 26. Juli

### Kugelstoßen
| Platz | Athletin, Verein                       | Weite (m) |
| ----- | -------------------------------------- | --------- |
| 1     | Christina Schwanitz (LV 90 Erzgebirge) | 20,00     |
| 2     | Lena Urbaniak (LG Filstal)             | 17,28     |
| 3     | Denise Hinrichs (TV Wattenscheid 01)   | 17,19     |
| 4     | Josephine Terlecki (SC DHfK Leipzig)   | 16,84     |
| 5     | Sara Gambetta (SC DHfK Leipzig)        | 16,84     |
| 6     | Shanice Craft (MTG Mannheim)           | 16,38     |
| 7     | Katharina Maisch (TuS Metzingen)       | 15,72     |
| 8     | Sarah Schmidt (LV 90 Erzgebirge)       | 15,48     |

Datum: 25. Juli

### Diskuswurf
| Platz | Athletin, Verein                            | Weite (m) |
| ----- | ------------------------------------------- | --------- |
| 1     | Julia Fischer (SCC Berlin)                  | 65,98     |
| 2     | Nadine Müller (SC DHfK Leipzig)             | 65,72     |
| 3     | Shanice Craft (MTG Mannheim)                | 64,79     |
| 4     | Anna Rüh (SC Neubrandenburg)                | 61,97     |
| 5     | Claudine Vita (SC Neubrandenburg)           | 58,32     |
| 6     | Sabine Rumpf (LSG Goldener Grund Selters)   | 57,11     |
| 7     | Kristin Pudenz (SC Potsdam)                 | 56,00     |
| 8     | Marike Steinacker (TSV Bayer 04 Leverkusen) | 53,76     |

Datum: 25. Juli

### Hammerwurf
| Platz | Athletin, Verein                       | Weite (m) |
| ----- | -------------------------------------- | --------- |
| 1     | Betty Heidler (LG Eintracht Frankfurt) | 75,34     |
| 2     | Kathrin Klaas (LG Eintracht Frankfurt) | 67,84     |
| 3     | Charlene Woitha (SCC Berlin)           | 67,03     |
| 4     | Daniela Manz (TSV Bayer 04 Leverkusen) | 65,07     |
| 5     | Susen Küster (SC DHfK Leipzig)         | 60,13     |
| 6     | Vanessa Pfeifer (LG Nord Berlin)       | 58,77     |
| 7     | Maximiliane Langguth (LAZ Rhede)       | 55,27     |
| 8     | Katharina Mähring (Unterländer LG)     | 54,07     |

Datum: 25. Juli

### Speerwurf
| Platz | Athletin, Verein                            | Weite (m) |
| ----- | ------------------------------------------- | --------- |
| 1     | Katharina Molitor (TSV Bayer 04 Leverkusen) | 65,40     |
| 2     | Christina Obergföll (LG Offenburg)          | 64,11     |
| 3     | Linda Stahl (TSV Bayer 04 Leverkusen)       | 62,57     |
| 4     | Christin Hussong (LAZ Zweibrücken)          | 61,19     |
| 5     | Sarah Leidl (1. FC Passau)                  | 56,89     |
| 6     | Sarah Mayer (SC Potsdam)                    | 56,78     |
| 7     | Laura Henkel (SC Potsdam)                   | 52,77     |
| 8     | Charlotte Müller (ASV Erfurt)               | 52,56     |

Datum: 26. Juli

### Siebenkampf
Die Mehrkampfmeisterschaften wurden in diesem Jahr wegen eines fehlenden Ausrichters nicht ausgetragen.

### Crosslauf–6,0 km
| Platz | Athletin, Verein                          | Zeit (min) |
| ----- | ----------------------------------------- | ---------- |
| 1     | Steffi Volke (LG Telis Finanz Regensburg) | 24:35      |
| 2     | Christiane Adriaanse (TV 1848 Coburg)     | 25:44      |
| 3     | Rosemarie Zimmermann (Landfeuer Chiemgau) | 27:43      |
| 4     | Katrin Ochs (LG Filder)                   | 28:09      |

Datum: 7. März
fand in Markt Indersdorf statt
nur 4 Frauen in der Wertung – Juniorinnen in der Einzelwertung nicht gezählt, nur in der Teamwertung

### Crosslauf–6,0 km, Mannschaftswertung
| Platz | Verein, Besetzung                                                             | Zeit (h) |
| ----- | ----------------------------------------------------------------------------- | -------- |
| 1     | LG Telis Finanz Regensburg I (Corinna Harrer, Anja Schneider, Franziska Reng) | 1:11:11  |
| 2     | LG Telis Finanz Regensburg II (Monika Rausch, Julia Kick, Steffi Volke)       | 1:13:26  |
| 3     | LAC Quelle Fürth (Gesa Bohn, Domenika Weiß, Julia Hiller)                     | 1:13:31  |
| 4     | SG TSV Kronshagen/Kieler TB (Maya Rehberg, Lisa Feuerherdt, Christin Adler)   | 1:16:23  |
| 5     | MTG Mannheim (Fabienne Amrhein, Laura Mees, Lara Gruben)                      | 1:16:45  |
| 6     | LAC Quelle Fürth (Stefanie Müller, Michelle Lieb, Tabeo Haug)                 | 1:17:06  |
| 7     | LG Olympia Dortmund (Marina Wrede, Linda Wrede, Vanessa Guting)               | 1:17:07  |
| 8     | PSV Grün-Weiß Kassel (Thordis Arnold, Tanja Nehme, Anna Reuter)               | 1:17:08  |

Datum: 7. März
fand in Markt Indersdorf statt

### Berglauf–9,5 km
| Platz | Athletin, Verein                           | Zeit (min) |
| ----- | ------------------------------------------ | ---------- |
| 1     | Tina Fischl (LG Passau)                    | 47:49,6    |
| 2     | Nicole Kruhme (GuthsMuths-Rennsteiglauf)   | 48:14,5    |
| 3     | Melanie Noll (TSV Annweiler)               | 49:04,5    |
| 4     | Carolin Gläser (GuthsMuths-Rennsteiglauf)  | 49:59,8    |
| 5     | Michelle Maier (Post-Telekom SV Rosenheim) | 50:16,1    |
| 6     | Monika Pletzer (SF Blau-Gelb Marburg)      | 51:42,9    |
| 7     | Marlen Günther (LAZ Puma Rhein-Sieg)       | 52:15,6    |
| 8     | Maike Schön (LAZ Puma Rhein-Sieg)          | 52:17,7    |

Datum: 16. Mai
fand in Bühlertal im Schwarzwald statt